# ごめんなさい (みんなのうた)
「ごめんなさい」は、日本の楽曲。作詞：杉紀彦、作曲：越部信義。

## 概要
1970年10月、NHKの『みんなのうた』で紹介。「謝り」をテーマにしたユーモラスな楽曲。全部で6番からなり、1番は黒板に先生のあだ名の落書きをしたら見つかり、2番は学校の2階から雑巾絞りをしたら先生に降りかかり、そして3番は授業参観日で分からないのに手を挙げたら当てられる、4番はテストでの出来事と、「謝り」と関係ない場面が歌われ、5番は「押売り」と思って怒鳴った相手が先生だったという内容、そして6番は本屋で立ち読みしていたら先生に見つかるも、「そうか、別にあやまることないンだ」とつぶやくというオチ。
アニメーション映像は、後年「北風小僧の寒太郎」「ドラキュラのうた」などをヒットさせる月岡貞夫が初登場、映像では全てのキャラクターが、擬人化された動物となっている。そして歌は、『シャボン玉ホリデー』（日本テレビ系列）で人気者となったコメディアン・なべおさみの担当、なべの『みんなのうた』出演は2012年現在唯一。
放送では1番のラスト2小節の歌詞「ごめんなさい」はそのまま歌ったが、2番と5番の「ごめんなさい」と4番の「もはやこれまで」は台詞に代えられ、3番の「出来ません」という歌詞は、「出来るわけないよな!」という台詞に代えられた。そして6番の台詞「〜あやまることないンだ」は、「そうか、別にあやまることはないんだもーん!」と代えられた。
再放送は1971年8月 - 9月と1975年4月 - 5月の2回のみだったが、2011年から始まった「みんなのうた発掘プロジェクト」で映像が見つかり、2012年3月15日深夜（日付は3月16日）の『みんなのうた発掘スペシャル』で再放送された。その後も発掘スペシャル版がワンワンパッコロ!キャラともワールド内にて2016年11月6日に放送された。

## 1975年版に関する事項
- 1975年再放送では、歌詞テロップが次の様に代えられた。
  - 3番の台詞に対する「…×」が、元歌詞通りの「…出来ません」に。
  - 6番の台詞に対する「…？」がテロップ無しに。
- また3番のなべの台詞は「出来るわけねぇじゃん!」と代えられた（リメイクかどうかは不明）。
- 更に4月の時の再放送は、何故か6番が端折られた。

なお『発掘スペシャル』版は1975年版を放送したが、歌詞テロップはニュープリント版となっており、過去の放送では無かった「アアア」と、最後の台詞「そうか、別にあやまることないンだ」が追加された。